# Les Strand
Leslie „Les“ Stand (eigentlich Leslie Roy Strandt, * 1925; † 2001) war ein US-amerikanischer Jazzorganist.
Strand arbeitete ab den 1940er-Jahren in Chicago; als Elektronische Orgel verwendete er ein Instrument des Chicagoer Instrumentenbauers Baldwin, um damit Ende des Jahrzehnts Bebop zu spielen. Erste Alben entstanden in dieser Zeit für Fantasy Records, Les Strand on the Baldwin Organ (mit Max Mariash, Schlagzeug) und Les Strand Plays Jazz Classics (mit Claude Schneider, Gitarre), auf denen er Jazzstandards wie „My Funny Valentine“, „Willow Weep for Me“, „Moonlight in Vermont“ oder „One O’Clock Jump“ spielt.
Strand hatte sich dazu entschieden, lediglich in Chicago zu arbeiten; er trat in lokalen Theatern auf und spielte nicht in den größeren Städten der Ostküste. 1964 gab er seine Musikerkarriere auf und war fortan als Musikpädagoge tätig. In seinem Ruhestand lebte er in Kansas City.
Ein letztes Album (das zu Promotionzwecken entstand) nahm er Ende 1972 in Los Angeles auf (The Winners, Yamaha), an dem Barney Kessel und Shelly Manne mitwirkten. Im Bereich des Jazz war er an sechs Aufnahmesessions beteiligt.
Strand wurde von seinen Zeitgenossen als Pionier der Jazzorgel gewertet; Jimmy Smith nannte ihn den Art Tatum der Orgel.

## Diskographische Hinweise
- Les Strand Plays Duke Ellington (On the Hammond Organ) (Fantasy, 1958)